# Ildico
Ildico, o Ildikó (fl. V secolo), è stata l'ultima moglie del sovrano unno Attila.

## Biografia
Ildico (o Ildikó) nacque verso il  V secolo.
Nel 453 sposò il sovrano degli Unni Attila, e, secondo lo storico bizantino Prisco di Panion, il sovrano morì la prima notte di nozze per epistassi, il 16 marzo 453 in Pannonia.
Di lei si conosce molto poco.

## Citazioni nella letteratura
Il personaggio mitologico di Gudrun potrebbe derivare da Ildico.

## Etimologia
Il nome Ildico suggerisce origini gotiche.
| Controllo di autorità | VIAF (EN) 81573400 · GND (DE) 13737402X |